# Гаммерман, Михаил Яковлевич
Михаи́л Я́ковлевич Га́ммерман (9 декабря 1931, Орехово-Зуево — 21 ноября 2006, Таллин) — эстонский советский конструктор расходомеров. Заслуженный изобретатель Эстонской ССР. Председатель республиканской секции машиностроения ВОИР. Член всесоюзной комиссии по измерению расхода и вместимости при Госстандарте СССР.

## Биография
Родился 9 декабря 1931 года в городе Орехово-Зуево Московской области. В 1949 году закончил с золотой медалью среднюю школу в Алма-Ате, где находился в эвакуации во время войны. Золотая медаль давала право поступать в любой вуз страны без вступительных экзаменов и он был принят в Московский авиационный институт, а его родители в том же году переехали из Подмосковья в Таллин, где отцу предложили работу. После года обучения в МАИ перевёлся в Таллинский политехнический институт и закончил его с отличием в 1955 году.
В 1956 году начал трудовую деятельность на Таллинском заводе измерительных приборов (в 1978 году преобразованном в производственное объединение «Промприбор» — крупнейшее приборостроительное предприятие Эстонской ССР). C 1961 года М. Я. Гаммерман начал работать в области проектирования и совершенствования индукционных расходомеров, разрабатывал и внедрял в производство различные модификации расходомеров, выпускаемые заводом, руководил монтажом заводских расходомеров на ряде предприятий страны, руководил разработкой и строительством расходомерных установок. Многочисленные авторские свидетельства, патенты, дипломы и награды в основном связаны с этим родом деятельности. На ТЗИП Михаил Гаммерман работал на различных должностях: заведующий измерительной лабораторией, инженер-конструктор, главный конструктор расходомеров, главный конструктор завода.
В начале 1960-х годов во многих странах мира началась борьба за сохранение энергии, тепла и водных ресурсов. 22 апреля 1960 года Совет Министров СССР принял Постановление № 425 «О мерах по упорядочению использования и усилению охраны водных ресурсов СССР», 28 ноября 1964 года —  Постановление № 961 «Об экономном расходовании в народном хозяйстве электрической и тепловой энергии и топлива».
Многие годы Советский Союз закупал расходомеры в Японии и Голландии, но в 1963 году Совмин СССР распорядился приступить к разработке отечественных расходомеров и, в числе прочих предприятий, поручил Таллинскому заводу измерительных приборов сформировать для этого соответствующее подразделение. На заводе было создано Специальное конструкторско-технологическое бюро расходомеров (СКТБР), которым Михаил Гаммерман руководил многие годы. Бюро насчитывало около 250 высококвалифицированных специалистов.
В 1968 году на предприятии была построена расходомерная станция и был разработан индукционный расходомер ИР-51 (патент Мейстера и Гаммермана). Совместно с Белорусским филиалом Энергетического института имени Г. М. Кржижановского конструкторы «Промприбора» разработали первый теплосчётчик, способный не только измерять, но и управлять подачей горячей воды или пара (авторское свидетельство № 498518). Электромагнитные расходомеры, спроектированные заводским КБ, работали во всех отраслях народного хозяйства СССР: в горнодобывающей и химической промышленности, энергетике, металлургии, мелиорации, медицине и пр.. Выпускались приборы специального назначения для хлебопекарной и кондитерской промышленности; заказчиками расходомеров также стали предприятия атомной и космической промышленности.
Усовершенствованные модели разработанных СКТБР ПО «Промприбор» расходомеров и теплосчётчиков находятся в производстве на преемнике предприятия — таллинском заводе Aswega.
Михаил Яковлевич Гаммерман работал по специальности практически вплоть до своей смерти. Умер 21 ноября 2006 года после тяжёлой продолжительной болезни. Похоронен на таллинском кладбище Рахумяэ.

## Звания
- 1969 — заслуженный изобретатель Эстонской ССР[10]
- 1975 — кандидат технических наук[11]

## Научный вклад
Более 20 изобретений, в частности (с соавторами):
- 1960 — SU 690298 A1 Реле времени[14],
- 1971 — SU 433354 A1 Стенд для градуировки и поверки расходомеров жидкости[15],
- 1973 — US 3937080 A Electromagnetic apparatus for measuring the flow velocity of an electrically conductive fluid and method of calibration thereof[16],
- 1973 — BG 24615 A1 Electromagnetic Meter Of Electroconductive Liqui Flow Velocity And Method Of Graduating Same[17],
- 1973 — DE 2346737 A1 Electromagnetic flow velocity meter - is for electrically conducting fluid and can be calibrated with minimum amount of fluid[18],
- 1973 — SU 635396 A1 Electromagnetic Flow Converter (Электромагнитный преобразователь расхода)[19][20],
- 1974 — SU 690298 A1 Flowmeter Digital Measuring Device[21],
- 1977 — SU 901825 A1 Device for touche-free measuring of flowrate of electroconductive liquid[22],
- 1978 — SU 712670 A1 Method of measuring electroconducting media rate-of-flow (Способ измерения расхода электропроводящих сред)[23][24],
- 1978 — SU 853407 A1 Testing Flowmeteric Plant (Испытательная расходомерная установка)[25][26],
- 1978 — SU 838362 A1 Automatic Batchmeter[27],
- 1979 — SU805743A1 Testing Flow Meter Arrangement Of Display And Transmission of Liquid And Gas Flow Rate Unit[28],
- 1979 — SU 911131 A1 Touch-free Position Pickup[29],
- 1980 — 974044 A1 Устройство для регулирования расхода тепла на отопление[30],
- 1981 — SU 993027 A1 Electromagnetic Flow Meter Having Frequency Output[31],
- 1987 — SU 1560282 A1 Gas mixing installation[32],
- 1987 — SU 1550360 A1 Газосмесительная установка[33].

## Хобби
Когда Михаилу Гаммерману было 5 лет, отец научил его играть в шахматы. В возрасте 18 лет ему был присвоен 1-й разряд по шахматам. В том же возрасте он играл за команду Казахстана на первенстве СССР. В ТПИ начал играть в волейбол и также добился высоких результатов, получив 1-й разряд с командой института.

## Семья
- Отец — Яков Моисеевич Гаммерман (1895—1978), уроженец Бердичева, инженер-текстильщик, автор книги «Балтийская мануфактура. 1898—1968 гг.» (с С. А. Гольденбергом, 1969).
- Мать — Сюзанна Григорьевна Гаммерман (урождённая Дарер, 1906—1996), родом из Очакова, библиотекарь библиотеки Академии наук Эстонской ССР.
- Брат — Александр Яковлевич Гаммерман, информатик.
- Жена — Вия Роозипыльд, работник Министерства культуры Эстонской ССР.